# Enhydrosoma pericoense
Enhydrosoma pericoense is een eenoogkreeftjessoort uit de familie van de Cletodidae. De wetenschappelijke naam van de soort is voor het eerst geldig gepubliceerd in 1990 door Mielke.